# Pemba Channel
Pemba Channel – kanał morski na Oceanie Indyjskim, oddzielający wyspę Pemba od Kenii i Tanzanii kontynentalnej. Ma około 60 mil (97 km) długości i od 20 mil (32 km) do 30 mil (48 km) szerokości. Akwen jest znany z obfitego występowania ryb, m.in. marlinów, rekinów tygrysich, rekinów młotów, tuńczyków żółtopłetwych i barakud. Nad brzegiem kanału leży miasto Tanga. Do cieśniny uchodzi rzeka Pangani.